# Flea
Michael Peter Balzary (n. 16 octombrie 1962, Melbourne, Victoria, Australia), cunoscut drept Flea, este un muzician și actor american, originar din Australia, de origine mixtă maghiară și irlandeză, fiind cel mai cunoscut ca basist și membru fondator al formatiei Red Hot Chili Peppers. A jucat și în filme celebre, ca Marele Lebowski sau Baby Driver. De asemenea, în anul 1993, a interpretat live alături de formația Nirvana, ca trompetist.